# Hüxtertor

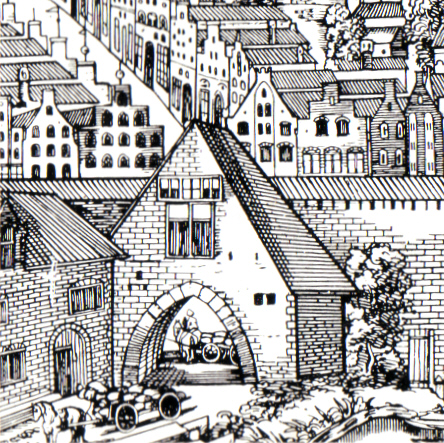
Hüxtertor – Lübecker Stadtansicht des Elias Diebel

Das Hüxtertor war eines der mittelalterlichen Stadttore Lübecks und Teil der Lübecker Stadtbefestigung.

## Lage und Umgebung
Durch das Hüxtertor gelangte man in die Stadt, indem man den mit Mühlen bebauten Hüxterdamm überquerte, der an dieser Engstelle den Fluss Wakenitz seit dem 13. Jahrhundert aufstaute. Vor dem Tor befanden sich die Brauer- und die Bürgerwasserkunst sowie die bei Unruhen im Juli 1534 zerstörte Olavsburg (im 19. Jahrhundert auf der Insel Spieringshorst vermutet, wahrscheinlicher aber in unmittelbarer Nähe zum Hüxterdamm), in der die Mitglieder der Zirkelgesellschaft ihre Feste abhielten.

## Architektur
Eine der wenigen überlieferten bildlichen Darstellungen zeigt das Hüxtertor in seinem vermutlich bereits erheblich veränderten Zustand im Jahr 1552. Zu dieser Zeit gleicht es eher einem einstöckigen, spitzgiebligen Haus mit Tordurchlass.

## Geschichte des Gebäudes
Über das Hüxtertor ist im Unterschied zu anderen Lübecker Stadttoren wenig bekannt. Nicht einmal das Jahr der Errichtung ist überliefert. Wahrscheinlich wurde es zusammen mit der Stadtmauer im 13. Jahrhundert erbaut und hatte ursprünglich die Gestalt eines Torturms mit viereckigem Grundriss wie auch das ebenfalls aus dieser Zeit stammende innere Holstentor. 1822 wurde das Hüxtertor vollständig abgebrochen; die heutige Hüxtertorallee erinnert an das nicht mehr bestehende Stadttor.
Koordinaten: 53° 51′ 53,4″ N, 10° 41′ 42″ O